# Slåttatjärnen (Järvsö socken, Hälsingland)
Slåttatjärnen är en sjö i Ljusdals kommun i Hälsingland och ingår i Ljusnans huvudavrinningsområde.